# Santa Rosa de Oreamuno
Santa Rosa es un distrito del cantón de Oreamuno, en la provincia de Cartago, de Costa Rica.

## Historia
Santa Rosa fue creado el 4 de enero de 1938 por medio de Acuerdo 1. Segregado de Cipreses.

## Geografía
Santa Rosa cuenta con un área de 150,27 km² y una altitud media de 2145 m s. n. m.

## Demografía
Para el año 2022, Santa Rosa cuenta con una población estimada de 3059 habitantes, y para el último censo efectuado, en 2011, Santa Rosa contaba con una población de 2614 habitantes.

## Localidades
- Poblados: Cuesta Quemados, Pasquí, Platanillal, San Gerardo, San Juan, San Martín, San Pablo, Titoral.

## Transporte

### Carreteras
Al distrito lo atraviesan las siguientes rutas nacionales de carretera:
- Ruta nacional 219
- Ruta nacional 402